# Paisaje invernal con patinadores sobre hielo
Paisaje invernal con patinadores sobre hielo es una obra del pintor holandés Hendrick Avercamp. Se trata de un panel que mide 77,5 cm de alto y 132 cm de ancho. Se conserva en el Rijksmuseum de Ámsterdam (Países Bajos).
Se trata de un cuadro perteneciente al género del paisaje, que se independizó como género autónomo en el siglo XVII precisamente en los Países Bajos. Avercamp pintó muchos cuadros de paisajes nevados. El horizonte está bastante alto, lo que permite un amplio campo de visión en el que se aprecian diversos grupos de personas realizando actividades distintas, como patinar o jugar sobre el hielo.
Observando los distintos detalles del cuadro puede verse cómo hay un retrete colgado en el que alguien está orinando, en todo punto semejante a los que aparecen en, por ejemplo, Los proverbios flamencos de Pieter Brueghel el Viejo. La firma de Avercamp aparece en un cobertizo.